# Crazy from the Heat
Albums de David Lee Roth
Eat 'Em and Smile
(1986)
Crazy from the Heat est le premier album solo produit par David Lee Roth sorti en 1985.

## Liste des titres
1. Easy Street (Hartman) – 3:45
2. Medley: Just a Gigolo/I Ain't Got Nobody (Irving Caesar, Leonello Casucci) (Roger Graham, Spencer Williams) – 4:39
3. California Girls (Mike Love, Brian Wilson) – 2:50
4. Coconut Grove (Sebastian, Yanovsky) – 2:52

## Sources
- top 3  Billboard Hot 100
- Allmusic
- Ultimate classic rock.
- Encyclopedia of popular music
- Billboard